# Quinn Simmons
Quinn Simmons (* 8. května 2001) je americký profesionální silniční cyklista jezdící za UCI WorldTeam Lidl–Trek.

## Kariéra
Simmons původně závodil ve skialpinismu, v němž se v roce 2017 stal bronzovým medailistou na mistrovství světa kadetů. Poté, co přestoupil do světa silniční cyklistiky, se v roce 2018 stal mistrem Spojených států v silničním závodu juniorů a o rok později mistrem světa v silničním závodu juniorů.
V červenci 2021 získal Simmons své první profesionální vítězství, když v cíli třetí etapy Tour de Wallonie přesprintoval Stana Dewulfa a dojel si pro etapový triumf i dres lídra celkového pořadí. Své vedení si udržel až do cíle poslední etapy a stal se tak celkovým vítězem závodu. V srpnu 2021 byl Simmons jmenován na startovní listině Vuelty a España 2021, své první Grand Tour kariéry. V šestnácté etapě se dostal do úniku, který byl dojet až v závěrečných kilometrech dne. V devatenácté etapě se znovu zapojil do úniku, jenž byl tentokrát úspěšný, a ve sprintu o vítězství dojel třetí, když ho porazili Magnus Cort a Rui Oliveira.
V březnu 2022 si Simmons dojel pro sedmé místo na klasice Strade Bianche. Následně se zúčastnil Tirrena–Adriatica jako domestik Giulia Cicconeho. Ve čtvrté etapě se Simmons dostal do úniku a nasbíral dostatek bodů k tomu, aby se po dojezdu etapy stal novým lídrem vrchařské soutěže. V šesté etapě přidal na své konto další body a zvýšil tak svůj náskok. Ten si udržel až do cíle závodu a stal se tak vítězem vrchařské soutěže.
Na Tour de Suisse 2022 Simmons dominoval ve vrchařské soutěži. Vedení této klasifikace získal v úvodní etapě a zůstal v něm i poté, co mnoho jezdců odstoupilo kvůli pozitivním testům na covid-19. V šesté etapě se Simmons dostal do úniku s cílem posbírat další body do vrchařské soutěže. V horkém dni mu došla voda a na závěrečném stoupání odpadl z přední skupiny. Poté, co dostal od týmového auta bidon, se Simmons dostal zpět do čelní skupiny, do boje o etapové vítězství. V etapě dojel čtvrtý a posílil své vedení ve vrchařské soutěži. V cíli měl trojnásobek bodů, co druhý Nico Denz. Do cíle závodu pak dojel jako vítěz vrchařské soutěže.
V červenci 2022 byl Simmons jmenován na startovní listině Tour de France 2022. Ve třetí etapě se dostal do problémů a propadl se na konec pelotonu. Ve snaze se dostat zpět na čelo, kde chtěl Simmons pomáhat Madsi Pedersenovi, jenž byl na dosah vedení závodu, vyjel z cesty a jel po trávě kolem pelotonu. Na čelo závodu se sice dostal, ale po dojezdu etapy dostal trest od komisařů závodu. Musel zaplatit 500 švýcarských franků, ztratil 25 UCI bodů, 20 sekund v celkovém pořadí, 40 bodů v bodovací soutěži a 1 bod ve vrchařské soutěži. V šesté etapě se Simmons dostal do úniku, v němž byl i držitel žlutého dresu Wout van Aert. Ten ho v závěrečných kilometrech etapy odpáral. Po dojezdu Simmons řekl, že by rád byl v budoucnu na podobné úrovni právě jako van Aert. Ve třinácté etapě se Simmons dostal do úniku, v němž byl i jeho týmový kolega Pedersen. Na závěrečném stoupání dne přijel na čelo úniku a rozjel takové tempo, aby odpáral co nejvíce soupeřů a usnadnil tak Pedersenovi boj o etapový triumf. Poté, co skončila jeho práce na čele skupiny, však zaplatil za své úsili, neboť musel zastavit a vyzvracet se.
V lednu 2023 vyhrál Simmons třetí etapu Vuelty a San Juan po útoku 1 km před cílem na motodromu Circuito San Juan Villicum.

## Kontroverze
30. září 2020 byl Simmons suspendován na neurčito svým týmem Trek–Segafredo za své chování na sociální síti Twitter. V odpovědi na tweet nizozemské cyklistické novinářky José Been, jež původně řekla, že nechce mít nic společného s podporovateli amerického prezidenta Donalda Trumpa, použil Simmons emotikonu černé ruky a napsal "Bye" v politicky napjaté diskuzi. Simmonsův tým to považoval za rasově necitlivé, což vyústilo v provizorní zákaz závodění.
V následné omluvě Simmons popřel jakýkoliv rasistický úmysl ve svém tweetu. Trek–Segafredo Simmonsovi povolil znovu závodit téhož roku v listopadu. Na tiskové konferenci po jeho návratu do závodění Simmons nazval svou suspendaci "nezaslouženou a špatnou".

## Hlavní výsledky
2018
Národní šampionát
 vítěz silničního závodu juniorů
Valley of the Sun Race
 celkový vítěz
vítěz etap 1 (ITT) a 2
LVM Saarland Trofeo
 vítěz bodovací soutěže
vítěz 4. etapy
Ronde des Vallées
 vítěz vrchařské soutěže
Ster van Zuid-Limburg
3. místo celkově
3. místo Gent–Wevelgem Junioren
7. místo Paříž–Roubaix Juniors
2019
Mistrovství světa
 vítěz silničního závodu juniorů
4. místo časovka juniorů
Národní šampionát
 vítěz časovky juniorů
Driedaagse van Axel
 celkový vítěz
 vítěz bodovací soutěže
 vítěz sprinterské soutěže
 vítěz kombinované soutěže
vítěz etap 1, 2 (ITT) a 4
Grand Prix Rüebliland
 celkový vítěz
 vítěz bodovací soutěže
vítěz etap 2b (ITT) a 3
Keizer der Juniores
 celkový vítěz
 vítěz vrchařské soutěže
vítěz etapy 2a (ITT)
vítěz Gent–Wevelgem Junioren
Ster van Zuid-Limburg
vítěz 3. etapy
Redlands Bicycle Classic
 vítěz vrchařské soutěže
 vítěz sprinterské soutěže
vítěz 5. etapy
Tour du Pays de Vaud
 vítěz bodovací soutěže
vítěz etapy 2b (ITT)
3. místo Vlaams-Brabant Classic
3. místo Tour de Tucson
Valley of the Sun Race
4. místo celkově
Tucson Bicycle Classic
5. místo celkově
2020
Tour de Hongrie
2. místo celkově
6. místo Bretagne Classic
2021
Tour de Wallonie
 celkový vítěz
 vítěz soutěže mladých jezdců
vítěz 3. etapy
10. místo Faun-Ardèche Classic
2022
Tirreno–Adriatico
 vítěz vrchařské soutěže
Tour de Suisse
 vítěz vrchařské soutěže
7. místo Strade Bianche
8. místo Maryland Cycling Classic
Tour de France
 cena bojovnosti po 19. etapě
2023
Národní šampionát
 vítěz silničního závodu
5. místo La Drôme Classic
Vuelta a San Juan
10. místo celkově
vítěz 3. etapy

### Výsledky na Grand Tours
| Grand Tour      | 2021 | 2022 | 2023 |
| --------------- | ---- | ---- | ---- |
| Giro d'Italia   | —    | —    | —    |
| Tour de France  | —    | 67   | DNF  |
| Vuelta a España | 124  | —    | —    |

| —   | Nezúčastnil se |
| DNF | Nedokončil     |